# Tamara Poliakova
Tamara Eduàrdovna Poliakova (en rus: Тамара Эдуардовна Полякова) (Txernivtsí, 27 d'agost de 1960) és una exciclista ucraïnesa, que va competir també per la Unió Soviètica. Va combinar la pista amb la carretera i es va proclamar dos cops campiona del món en Contrarellotge per equips.

## Palmarès en ruta
- 1987
  -  Campiona del món en contrarellotge per equips (amb Al·la Iàkovleva, Nadejda Kibardinà i Liubov Pugovítxnikova)
  - Vencedora de 2 etapes al Tour de França
  - Vencedora de 2 etapes al Tour de l'Aude
- 1989
  -  Campiona del món en contrarellotge per equips (amb Laima Zilporytė, Nadejda Kibardinà i Natalya Melekhina)
- 1990
  - Vencedora d'una etapa al Tour del Drôme
- 1993
  - Vencedora d'una etapa al Gracia Tour
- 1994
  - 1a al GP Cantó d'Argòvia
- 1995
  -  Campiona d'Ucraïna en contrarellotge
- 1996
  -  Campiona d'Ucraïna en ruta
  -  Campiona d'Ucraïna en contrarellotge
- 1998
  -  Campiona d'Ucraïna en ruta
  -  Campiona d'Ucraïna en contrarellotge